# Oslavička
Oslavička (in tedesco Klein Woslawitz) è un comune ceco situato nel distretto di Žďár nad Sázavou, nella regione di Vysočina.